# Mohammed Muntari
Mohammed Muntari (Arabisch: محمد مونتاري; Kumasi, 20 december 1993) is een in Ghana geboren en tot Qatarees genaturaliseerde professioneel voetballer die momenteel als spits speelt voor Al-Duhail en het nationale team van Qatar.

## Clubcarrière
Muntari begon zijn voetbalcarrière in de Golden Lions Soccer Academy, een voetbalacademie in Ghana dat werd opgezet door voormalig Ghanees international Nii Lamptey.
In 2012 maakte hij de overstap naar El-Jaish, dat uitkomt in de Qatarese Qatar Stars League. Voor deze club maakte hij op de laatste speeldag tegen Al-Rayyan zijn debuut, en hij speelde in het eerste seizoen ook nog een wedstrijd in de AFC Champions League.
In juli 2015 werd bekend dat Muntari een transfer maakte naar Lekhwiya, de club die later zijn voormalige werkgever El-Jaish overnam en veranderde tot Al-Duhail SC. In zijn periode bij Al-Duhail werd Muntari twee keer verhuurd aan Al-Ahli.

## Interlandcarrière
Muntari is geboren en getogen in Ghana, maar verhuisde vanwege zijn voetbalcarrière naar Qatar. Na enkele jaren in Qatar werd hij genaturaliseerd tot staatsburger, en in december 2014 werd hij opgeroepen voor de nationale ploeg van Qatar. Hij debuteerde op 27 december 2014 in een vriendschappelijke wedstrijd tegen Estland, waarbij hij meteen zijn eerste interlanddoelpunt maakte.
Muntari nam namens Qatar deel aan het WK 2022 in eigen land en zorgde hierbij voor een primeur. In de wedstrijd tegen Senegal op 25 november 2022 werd hij de eerste Qatarese speler die een doelpunt maakte op een wereldkampioenschap. Muntari speelde alle groepswedstrijden op dit toernooi.

### Interlanddoelpunten
| Nr. | Datum            | Stadion                                         | Tegenstander | Score | Eindresultaat | Competitie             |
| --- | ---------------- | ----------------------------------------------- | ------------ | ----- | ------------- | ---------------------- |
| 1.  | 27 december 2014 | Abdullah bin Khalifastadion, Doha, Qatar        | Estland      | 1–0   | 3–0           | Vriendschappelijk      |
| 2.  | 28 augustus 2015 | Jassim Bin Hamadstadion, Doha, Qatar            | Singapore    | 2–0   | 4–0           | Vriendschappelijk      |
| 3.  | 3 september 2015 | Jassim Bin Hamadstadion, Doha, Qatar            | Bhutan       | 6–0   | 15–0          | Kwalificatie WK 2018   |
| 4.  | 3 september 2015 | Jassim Bin Hamadstadion, Doha, Qatar            | Bhutan       | 7–0   | 15–0          | Kwalificatie WK 2018   |
| 5.  | 3 september 2015 | Jassim Bin Hamadstadion, Doha, Qatar            | Bhutan       | 9–0   | 15–0          | Kwalificatie WK 2018   |
| 6.  | 17 november 2015 | Changlimithangstadion, Thimphu, Bhutan          | Bhutan       | 1–0   | 3–0           | Kwalificatie WK 2018   |
| 7.  | 14 november 2017 | Abdullah bin Khalifastadion, Doha, Qatar        | IJsland      | 1–1   | 1–1           | Vriendschappelijk      |
| 8.  | 14 november 2019 | Abdullah bin Khalifastadion, Doha, Qatar        | Singapore    | 1–0   | 2–0           | Vriendschappelijk      |
| 9.  | 24 maart 2021    | Nagyerdei-stadion, Debrecen, Hongarije          | Luxemburg    | 1–0   | 1–0           | Vriendschappelijk      |
| 10. | 31 maart 2021    | Nagyerdei-stadion, Debrecen, Hongarije          | Ierland      | 1–1   | 1–1           | Vriendschappelijk      |
| 11. | 17 juli 2021     | Shell Energy Stadium, Houston, Verenigde Staten | Grenada      | 3–0   | 4–0           | CONCACAF Gold Cup 2021 |
| 12. | 15 december 2021 | Al Thumamastadion, Doha, Qatar                  | Algerije     | 1–1   | 1–2           | FIFA Arab Cup 2021     |
| 13. | 13 oktober 2022  | Marbella Football Center, Marbella, Spanje      | Nicaragua    | 1–0   | 2–1           | Vriendschappelijk      |
| 14. | 25 november 2022 | Al Thumamastadion, Doha, Qatar                  | Senegal      | 1–2   | 1–3           | WK 2022                |

## Erelijst
Al-Duhail
- Kampioen Qatar Stars League: 2016–17, 2019–20
- Winnaar Emir of Qatar Cup: 2016, 2019, 2022
- Winnaar Sheikh Jassem Cup: 2015, 2016

El-Jaish
- Winnaar Qatari Stars Cup: 2012–13
- Winnaar Emir of Qatar Cup: 2014

1 Al-Sheeb ·
2 Miguel ·
3 Hassan ·
4 Waad ·
5 Salman ·
6 Hatem ·
7 Al-Aaeldin ·
8 Assadalla ·
9 Muntari ·
10 Al Haidos  ·
11 Afif ·
12 Boudiaf ·
13 Kheder ·
14 Ahmed ·
15 Al-Rawi ·
16 Khoukhi ·
17 Mohammad ·
18 Muneer ·
19 Ali ·
20 Al-Hajri ·
21 Hassan ·
22 Barsham ·
23 Madibo ·
24 Al-Hadhrami ·
25 Gaber ·
26 Meshaal ·
Coach: Sánchez